# 博田東平
博田 東平（はかた とうへい、1935年〈昭和10年〉8月28日 - 2014年〈平成26年〉5月29日）は、日本の弁護士。検察官。政治家。広島県尾道市長（4期）。位階は正五位。旭日小綬章受章。

## 来歴
広島県尾道市生まれ。1959年、中央大学法学部卒。同年、司法試験に合格。神戸、高知の両地検検事を経て、1965年、弁護士登録する。尾道市公平委員会委員長、同教育委員を務めた。

### 1979年尾道市長選挙
1979年の第9回統一地方選挙に先駆けて2月18日に実施された尾道市長選挙に社会党、共産党推薦の無所属で立候補して、前広島県議と前尾道市議会議長の新人2人を破って初当選を果たした。
※当日有権者数：-人 最終投票率：-%（前回比：-pts）
| 候補者名 | 年齢 | 所属党派 | 新旧別 | 得票数   | 得票率 | 推薦・支持     |
| -------- | ---- | -------- | ------ | -------- | ------ | -------------- |
| 博田東平 | 43   | 無所属   | 新     | 23,463票 | 38.1%  | 社会・共産推薦 |
| 小出雍晃 | -    | 無所属   | 新     | 21,965票 | 35.7%  | -              |
| 小倉八郎 | -    | 無所属   | 新     | 16,045票 | 26.1%  | -              |

4月22日に市長に就任した。

### 1983年尾道市長選挙
1983年の市長選では自民党、公明党、民社党、共産党の推薦を得て、前回破った新人を再度破って再選を果たした。
※当日有権者数：-人 最終投票率：-%（前回比：-pts）
| 候補者名 | 年齢 | 所属党派 | 新旧別 | 得票数   | 得票率 | 推薦・支持                 |
| -------- | ---- | -------- | ------ | -------- | ------ | -------------------------- |
| 博田東平 | 47   | 無所属   | 現     | 37,111票 | 59.5%  | 自民・公明・民社・共産推薦 |
| 小出雍晃 | -    | 無所属   | 新     | 25,288票 | 40.5%  | -                          |

### 1987年尾道市長選挙
1987年の市長選は共産党の新人を大差で破って尾道では初の3選を果たした。
※当日有権者数：-人 最終投票率：81.5%（前回比：-pts）
| 候補者名 | 年齢 | 所属党派   | 新旧別 | 得票数   | 得票率 | 推薦・支持 |
| -------- | ---- | ---------- | ------ | -------- | ------ | ---------- |
| 博田東平 | 51   | 無所属     | 現     | 41,875票 | 73.0%  | -          |
| 横山茂   | -    | 日本共産党 | 新     | 15,481票 | 27.0%  | -          |

### 1991年尾道市長選挙
1991年の市長選で社会党の推薦を得て4選を果たした。
※当日有権者数：-人 最終投票率：83.8%（前回比：2.3pts）
| 候補者名 | 年齢 | 所属党派 | 新旧別 | 得票数   | 得票率 | 推薦・支持 |
| -------- | ---- | -------- | ------ | -------- | ------ | ---------- |
| 博田東平 | 55   | 無所属   | 現     | 31,829票 | 53.1%  | 社会推薦   |
| 三宅敬一 | -    | 無所属   | 新     | 28,092票 | 46.9%  | -          |

### 1995年尾道市長選挙
1995年の市長選挙で5選を目指したが、尾道青年会議所理事長などを務めた亀田良一に敗れた。
※当日有権者数：-人 最終投票率：79.61%（前回比：-pts）
| 候補者名 | 年齢 | 所属党派 | 新旧別 | 得票数   | 得票率 | 推薦・支持 |
| -------- | ---- | -------- | ------ | -------- | ------ | ---------- |
| 亀田良一 | 68   | 無所属   | 新     | 35,801票 | 62.4%  | -          |
| 博田東平 | 59   | 無所属   | 現     | 21,547票 | 37.6%  | -          |

2007年秋の叙勲で旭日小綬章を受章。2014年に死去。死没日付をもって正五位に叙された。